# Rejosari (Tenayan Raya)
Rejosari is een bestuurslaag in het regentschap Pekanbaru van de provincie Riau, Indonesië. Rejosari telt 33.754 inwoners (volkstelling 2010).